# برموبنزن
برموبنزن (به انگلیسی: Bromobenzene) یک ترکیب شیمیایی است. شکل ظاهری این ترکیب، روشن، مایع بی رنگ تا زرد کمرنگبوی خوش است.